# Sillar

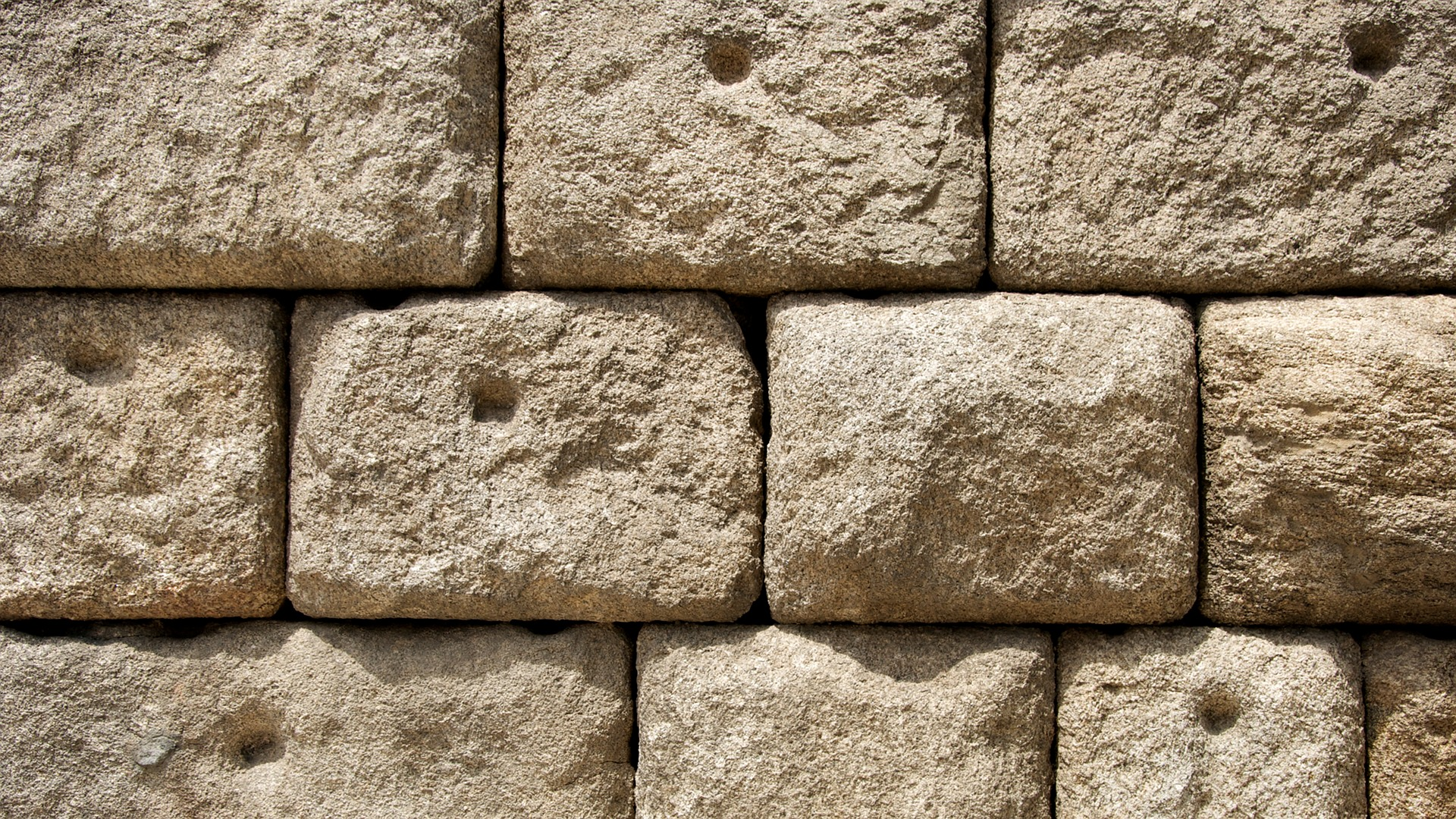
Sillería en seco: sillares de granito del Acueducto de Segovia.

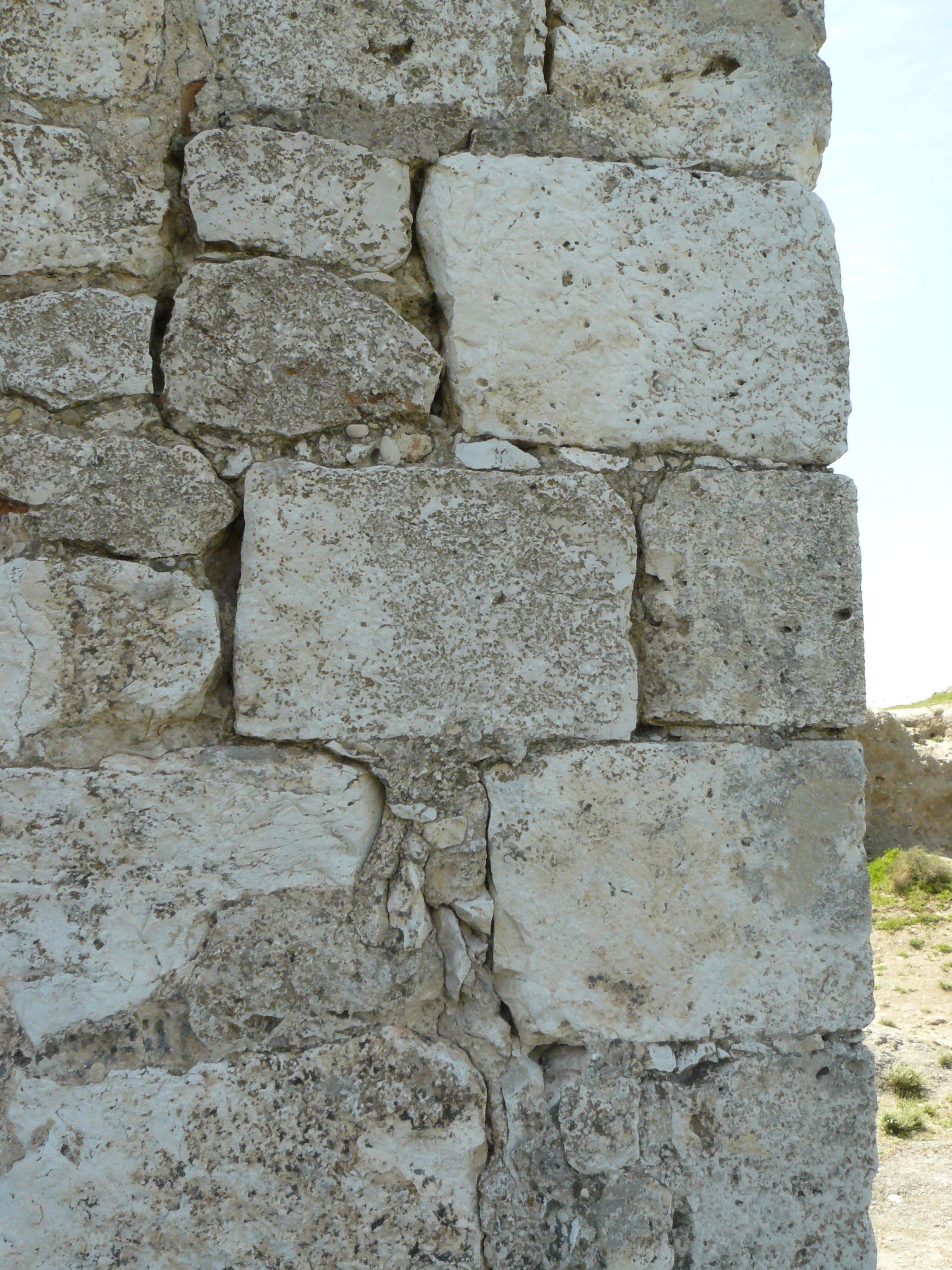
Sillares en la esquina de un muro de mampostería del Castillo de Oreja.

Un sillar es una piedra labrada por varias de sus caras, generalmente en forma de paralelepípedo, y que forma parte de los muros de sillería.

## Fábrica de sillar
Los sillares suelen tener un tamaño y peso que obliga a manipularlos mediante máquinas, a diferencia de los mampuestos, que, como su nombre indica, se ponen a mano.
Cuando los sillares se superponen sin una argamasa, mortero o cemento que los una, la obra resultante se llama sillería en seco.
Generalmente se sacan de una piedra alargada que tiene tres partes: cabeza, corazón, y tronco o cuerpo.
También se denomina sillar al mismo material, con el cual se han elaborado históricamente objetos y esculturas.

## Sillarejo
Los sillares pequeños o que están labrados toscamente se llaman sillarejos,normalmente se utilizan en la misma obra sillarejos de distinta altura y longitud; forman por tanto hiladas desiguales en su espesor.

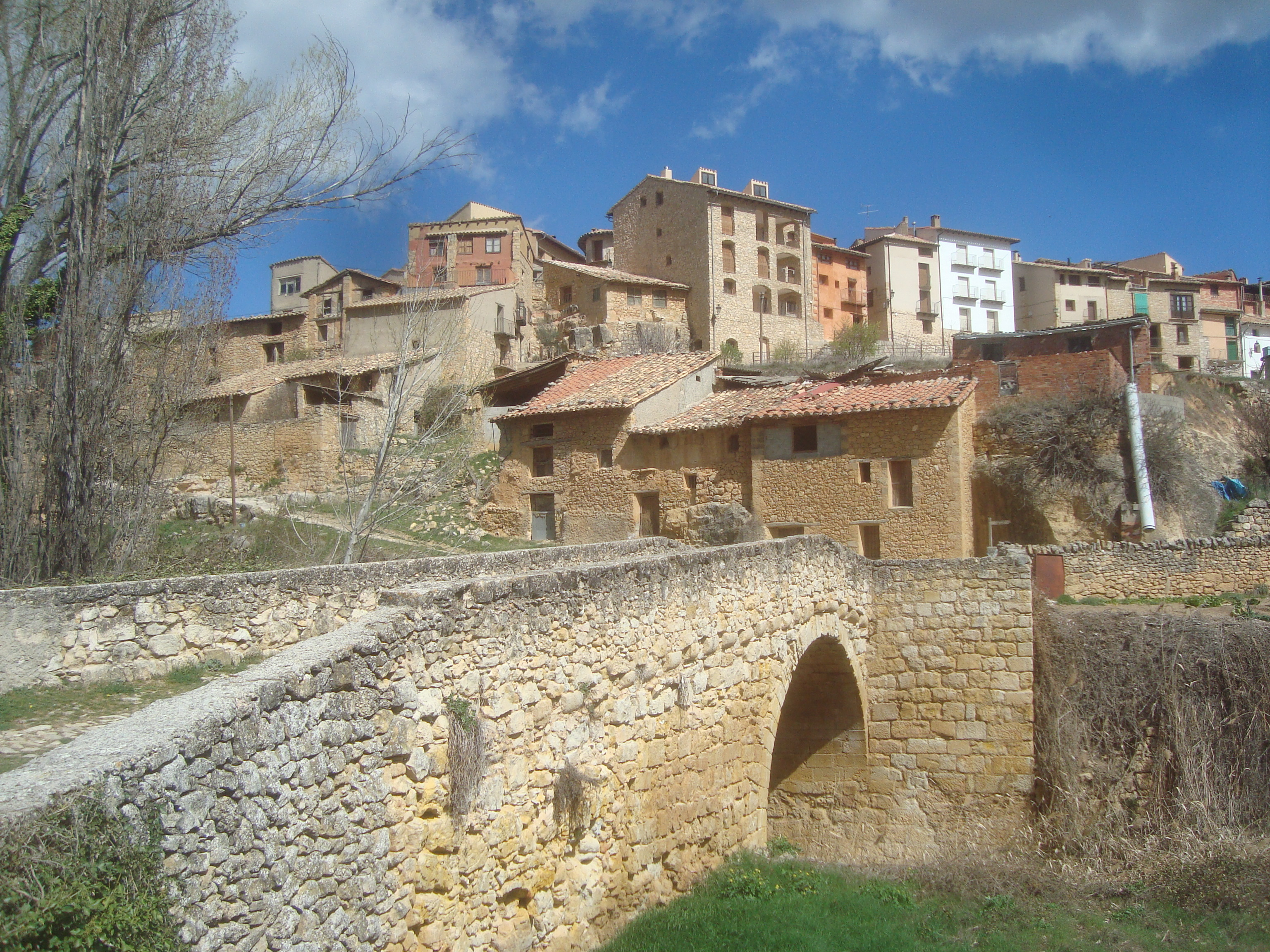
Obra con paramentos de sillería y mampostería, puente medieval de Torre de Arcas (Teruel).

## Sillar volcánico

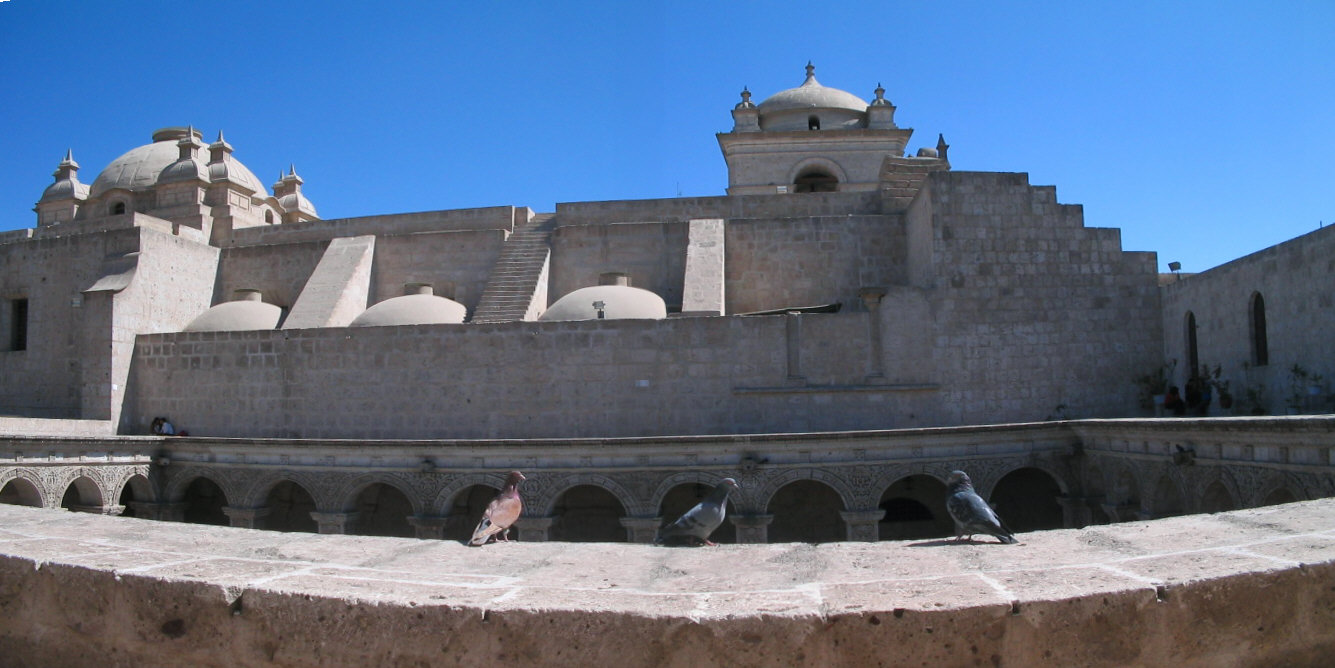
Claustros de la Compañía de Jesús, Arequipa (Perú).

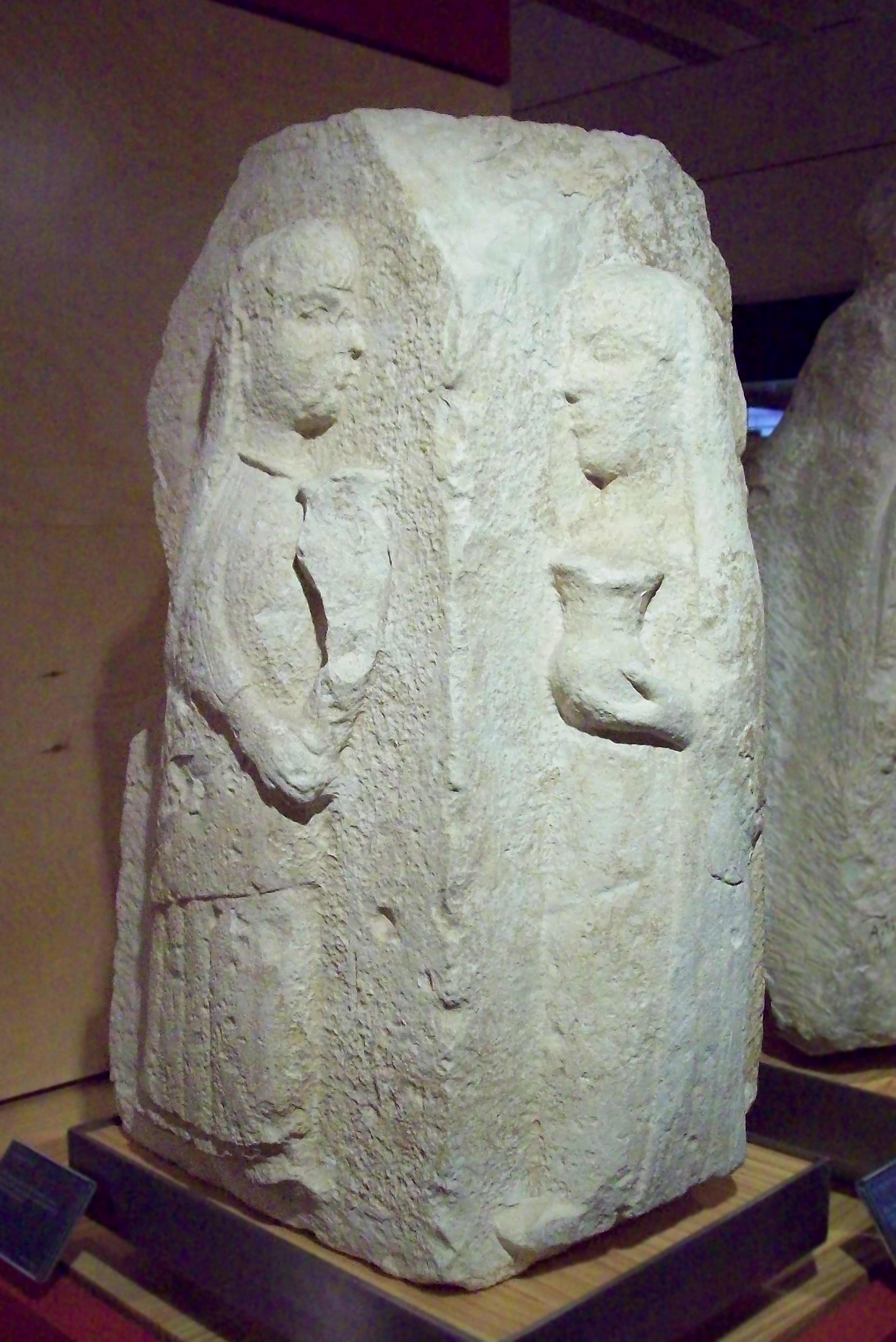
Sillar ibero de piedra caliza de Osuna (España), del

En algunas regiones volcánicas, se le ha dado uso constructivo tradicionalmente a la toba volcánica, la cual es una roca volcánica tipo ignimbrita, ligera, porosa, formada por ceniza volcánica y minerales piroclastos, los cuales se originaron en violentas erupciones con expulsión de flujos piroclásticos. En este caso, se denomina sillar tanto a los bloques usados en construcción, como al tipo de material, como sucede por ejemplo con el sillar de Arequipa, en Perú.